# Anteros troas
Anteros troas är en fjärilsart som beskrevs av Hans Ferdinand Emil Julius Stichel 1909. Anteros troas ingår i släktet Anteros och familjen Riodinidae. Inga underarter finns listade i Catalogue of Life.